# بشير جمعة فاي
بشيرُ جُومَايْ فَي (بالفرنسية: Passirou Diomaye Faye)‏ (من مواليد 25 مارس 1980) هو سياسي سنغالي ومفتش ضرائب سابق وهو رئيس السنغال المنتخب (2 إبريل 2024) والأمين العام السابق لحزب الوطنيون من أجل العمل والأخلاق والأخوة [الإنجليزية] المنحل وفاز في الانتخابات الرئاسية السنغالية 2024 منافساً المرشح عثمان سونكو. وهو أصغر رئيس للسنغال في تاريخ البلاد.

## سيرته
ولد بشير فاي عام 1980 في ندياجانياو [الفرنسية]، في القسم الغربي من مبور [الإنجليزية]، السنغال. حاصل على البكالوريا في عام 2000. وعلى درجة الماجستير في القانون جامعة الشيخ أنتا ديوب، وبعد ذلك نجح في اجتياز الامتحانين التنافسيين، والتحق بالمدرسة الوطنية للإدارة والقضاء في عام 2004. وبعد تخرجه أصبح مفتش ضرائب في قسم الضرائب والعقارات، حيث أصبح صديقًا لعثمان سونكو، وهو زميل خريج من نفس المدرسة. في عام 2014، أصبحت علاقة فاي وسونكو أقرب في اتحاد الضرائب والعقارات، الذي أنشأه سونكو، زعيم الوطنيون من أجل العمل والأخلاق والأخوة [الإنجليزية] المؤسس حديثًا. خلال الفترة التي قضاها على رأس الحزب، قام فاي بحملة لتسهيل ملكية المنازل لوكلاء الضرائب والممتلكات.

## الحياة السياسية
في البداية كان ضيفًا عند تأسيس الحزب، وسرعان ما صعد ليصبح أحد أبرز الشخصيات داخل الحزب. وكان أحد المثقفين لبرنامج سونكو لترشحه في الانتخابات الرئاسية السنغالية 2019. حصل سونكو على ما يقرب من 16٪ من الأصوات وجاء في المركز الثالث. وفي فبراير 2021، أصبح بشير فاي الأمين العام لحزب الوطنيون من أجل العمل والأخلاق والأخوة [الإنجليزية] بعد اعتقال عثمان سونكو، بتهمة الاغتصاب. وكجزء من استراتيجيته للفوز بالسلطة، حاول بشير فاي توحيد المعارضة لانتخابات 2022، وفاز بـ 56 مقعدًا في إطار تحالف تحرير الشعب [الإنجليزية].
في أكتوبر 2021، ترشح عن ائتلاف تحرير الشعب وجزء من الحزب الديمقراطي السنغالي لتمثيل مدينة مسقط رأسه في انتخابات بلدية لعام 2022. لكنه لم يفز فيها، وفي أبريل 2023، ألقي القبض عليه ووُضع في حجز الشرطة بتهمة "نشر أخبار كاذبة والإساءة للمحكمة وتشويه السمعة". واتهم بأنه انتقد القضاة الذين قرروا الحكم على عثمان سونكو في مرحلة الاستئناف.
وفي 15 مارس 2024، بعد يوم واحد من إطلاق سراح بشير فاي من السجن، جمع مئات المؤيدين في أول ظهور علني له كمنافس رئاسي. أيد الرئيس السابق عبد الله واد وحزبه الديمقراطي السنغالي بشير في نفس اليوم، مما عزز فرص فوزه في الانتخابات. وجاءت هذه الخطوة بعد استبعاد مرشح الحزب الديمقراطي التقدمي كريم واد من خوض السباق الانتخابي لأنه كان مزدوج الجنسية وقت تقديم ترشيحه. وانسحب الشيخ تيديان ديي، وهو مرشح آخر في الانتخابات الرئاسية، لصالح بشير.
وخلال حملته الرئاسية، وعد بتوفير فرص العمل، وقام بحملة قوية ضد الفساد، وتعهد بإعادة النظر في عقود الطاقة. وترشح تحت شعار "Diomaye mooy Ousmane" ويعني "السنغال ذات السيادة والعدالة وازدهار"، ويأمل أن تؤدي شعبية عثمان سونكو وشعبيته بين شباب السنغال إلى تعزيز حملته. وبرنامجه مشابه لبرنامج عثمان سونكو لعام 2019.

### المواقف السياسية
ويقول فاي إنه يؤمن بتغيير النظام والقومية الأفريقية اليسارية لاستعادة سيادة السنغال، وهو خطاب يعتقد بعض المحللين أنه إشارة إلى نوايا إبعاد البلاد عن القوى الغربية، وخاصة فرنسا، الحاكم الاستعماري السابق. كما تعهد بمحاربة "القبضة الاقتصادية الفرنسية" على السنغال إذا فاز بالانتخابات.

## حياته الشخصية
لدى فاي زوجتان: ماري خون فاي وعبسة فاي. ماري خون هي إحدى أقارب زوجها، وأنجبا معًا أربعة أطفال: ثلاثة أولاد وفتاة. ولم ينجب أي أطفال من عبسة. فاي وسونكو صديقان مقربان، حتى أنهما قاما بتسمية أحد أبنائه عثمان تكريما لصداقتهما.